# Шувера Оксана Савеліївна
Оксана Савеліївна Шувера (5 березня 1903, село Татаринці, тепер Правдівка Ярмолинецького району Хмельницької області — 9 березня 1987, село Правдівка Ярмолинецького району Хмельницької області) — українська радянська діячка, новатор сільськогосподарського виробництва, ланкова колгоспу імені Хрущова (потім — імені Ленінської «Правди») села Правдівки Ярмолинецького району Хмельницької області. Герой Соціалістичної Праці (16.02.1948). Депутат Верховної Ради УРСР 5-6-го скликання.

## Біографія
Народилася у бідній селянській родині. Працювала у власному господарстві, а з 1931 року — в колгоспі у рідному селі.
Після німецько-радянської війни очолила ланку рільничої бригади колгоспу імені Хрущова села Правдівки Ярмолинецького району, яка у 1945 році на площі 9,17 гектара зібрала по 446 центнерів цукрових буряків, а у 1947 році — по 553 центнери з гектара. У цьому ж році ланка Шувери зібрала по 30,5 центнерів пшениці з площі 8,5 гектарів.
Член КПРС з 1952 року.
У 1950-60-х роках ланка Шувери з колгоспу імені Ленінської «Правди» (села Правдівки Ярмолинецького району) також відзначалася вирощуванням високих врожаїв кукурудзи.
Потім — на пенсії у селі Правдівці Ярмолинецького району Хмельницької області.

## Нагороди
- Герой Соціалістичної Праці (16.02.1948)
- два ордени Леніна (16.02.1948, 26.02.1958)
- орден Жовтневої Революції
- медалі